# Patricia Ratto
Patricia Ratto (Tandil, 18 de noviembre de 1962) es una escritora y docente argentina. Autora de tres novelas y un libro de cuentos, su obra, acerca de problemáticas sociales y la última dictadura argentina, ha sido traducida a los idiomas italiano e inglés, además de haber sido elogiada por autores como Osvaldo Quiroga y Martín Kohan.

## Biografía
Patricia Ratto nació el 18 de noviembre del año 1962 en la ciudad de Tandil, provincia de Buenos Aires, Argentina. Se especializó en Didáctica de las Prácticas del Lenguaje y dictó talleres de escritura académica y de lectura y escritura literaria.
En el 2006, publicó su primera novela, Pequeños hombres blancos, acerca de la historia de una maestra rural durante la última dictadura argentina. En el 2008, editó su segunda novela, Nudos, que narra diferentes historias sobre figuras marginales en la ciudad de Tandil. El diario El Eco describió a la estructura del texto como «desafiante, compleja y digna de apreciar».
En el 2012, publicó su tercera ficción narrativa, Trasfondo. La novela, que narra la participación del submarino ARA San Luis en la Guerra de Malvinas, fue elogiada por autores como Osvaldo Quiroga y Martín Kohan. Este último la comparó con Los pichiciegos (1983) de Rodolfo Fogwill, y observó que mientras los personajes del escritor «en su guerra subterránea, ven fantasmas en un momento dado. Los embarcados de Ratto, en su guerra submarina, lo son en todo momento».
En el año 2017, Ratto publicó su primer libro de cuentos, Faunas. El diario argentino Página/12 dijo que el libro «al filo del absurdo, el realismo y el fantástico [...] investiga la irrupción de lo siniestro en lo cotidiano, con situaciones incómodas, perversas y, a veces, llenas de humor».

## Obra

### Novela
- Pequeños hombres blancos (2006, Adriana Hidalgo)
- Nudos (2008, Adriana Hidalgo)
- Trasfondo (2012, Adriana Hidalgo)

### Cuento
- Faunas (2017, Adriana Hidalgo)